# Julian Salomons
Sir Julian Emanuel Salomons, nato Solomons (Edgbaston, 4 novembre 1835 – Woollahra, 6 aprile 1909), è stato un politico e avvocato britannico naturalizzato australiano.
Nel 1853 si trasferì a Sydney e lì iniziò a lavorare come barrister. Nel 1870 entrò a far parte della Law Reform Commission, undici anni dopo diventò royal commissioner. Fece parte più volte del consiglio legislativo del Nuovo Galles del Sud e fu anche presidente dei giudici della Corte Suprema dello stato.